# Odorheiu Secuiesc
Odorheiu Secuiesc (en hongrois Székelyudvarhely, en allemand Oderhellen, en latin Areopolis) est une ville du județ de Harghita dans le Pays sicule en Transylvanie. Centre historique, traditionnel et culturel des Sicules, la ville est renommée pour ses écoles, ses lycées et ses instituts supérieurs. Le nom de cette ville signifie « le lieu de la Cour des Sicules ».

## Localisation
La localité se trouve à 200 km sud-est de Cluj-Napoca, à 100 km nord-ouest de Brașov, à 105 km sud-est de Târgu Mureș (Marosvásárhely), à 52 km sud-ouest de Miercurea-Ciuc (Csíkszereda), à 51 km de Gheorgheni (Gyergyószentmiklós), à 21 km de Cristuru Secuiesc (Székelykeresztúr), à 35 km de Baraolt (Barót), à 30 km de Rupea, à 36 km de Sovata (Szováta), à 19 km de Vlăhița (Szentegyháza). Elle est traversée par la rivière Târnava Mare (en hongrois: Nagy-Küküllő).

## Histoire
La première attestation de la localité date de 1301 sous la dénomination d’Uduord dans le cadre de la principauté de Transylvanie, elle-même partie du Royaume de Hongrie. En 1357, la Diète Sicule y a tenu ses premières assises. La Citadelle de la ville a été construite autour d'un monastère en 1492. En 1558, la reine Isabelle a accordé à la ville la franchise d'être exemptée d'impôts. Au début XVIIIe siècle Udvarhely est une des plus importantes localités transylvaines : fait confirmé par des gravures de Conrad von Weiss(1735). Jusqu'en 1764, la ville fit partie de la principauté de Transylvanie, tributaire de l'Empire ottoman puis, entre 1764 et 1867, du grand-duché de Transylvanie lui-même partie de l'empire d'Autriche. Entre 1867 et 1919, la ville, comme l'ensemble de la Transylvanie, fit partie de l'Autriche-Hongrie, plus précisément de la partie hongroise. Jusqu'à la fin de la Première Guerre mondiale, Székelyudvarhely était le chef-lieu du comitat d'Udvarhely.
À l'issue de la guerre, le 1er décembre 1918, l'Assemblée des Roumains de Transylvanie proclama l'union de la Transylvanie au Vieux Royaume roumain, et le pays sicule se trouva inclus en Roumanie au traité de Trianon. Deux décennies plus tard, au deuxième arbitrage de Vienne, les parties situées au nord-ouest et à l'est de la Transylvanie, avec le pays sicule et Székelyudvarhely, reviennent à la Hongrie entre 1940 et 1947. En septembre 1944, les armées roumaines et soviétiques coalisées occupent la ville : pour sa contribution à la guerre antinazie, la Roumanie récupère, au traité de paix de Paris signé le 10 février 1947, le territoire qu'elle avait du rendre à la Hongrie au deuxième arbitrage de Vienne, avec Odorheiu Secuiesc et le Pays sicule.
Le régime communiste roumain adopte en 1953 une ligne fédéraliste, supprime les județe traditionnels et crée, sur le modèle des régions autonomes soviétiques, une Province autonome magyare (Magyar Autonóm Tartomány), dont il modifie à plusieurs reprises les limites pour y faire diminuer la proportion de Hongrois. En 1968 la Roumanie communiste revient au modèle centralisé et aux județe : le pays sicule est alors divisé entre ceux de Mureș, de Harghita et de Covasna. À Odorheiu Secuiesc, la gouvernance communiste a considérablement industrialisé et bétonné la ville : l'installation d'usines (textile, industrie frigorifiques, ameublement…) s'est accompagnée d'un programme de construction de HLM au chauffage, à l'isolation, aux ascenseurs et à l'adduction d'eau déficientes : ce fut l'« ère lumineuse » où l'éclairage urbain restait éteint pour économiser l'énergie. Après la chute de la dictature, la ville, devenue une des localités les plus prospères du pays sicule, a pu réhabiliter progressivement ses immeubles et aussi restaurer ses monuments, négligés sous le régime précédent.

## Population

### Démographie et structure ethnique
En 1910 la ville avait 10 244 habitants. En 2002, elle comptait 36 926 habitants dont 35 315 de langue maternelle hongroise (95,62 %) et 1087 de langue maternelle roumaine (2,91 %). En 2005, la ville comptait 36 532 habitants, dans les mêmes proportions.

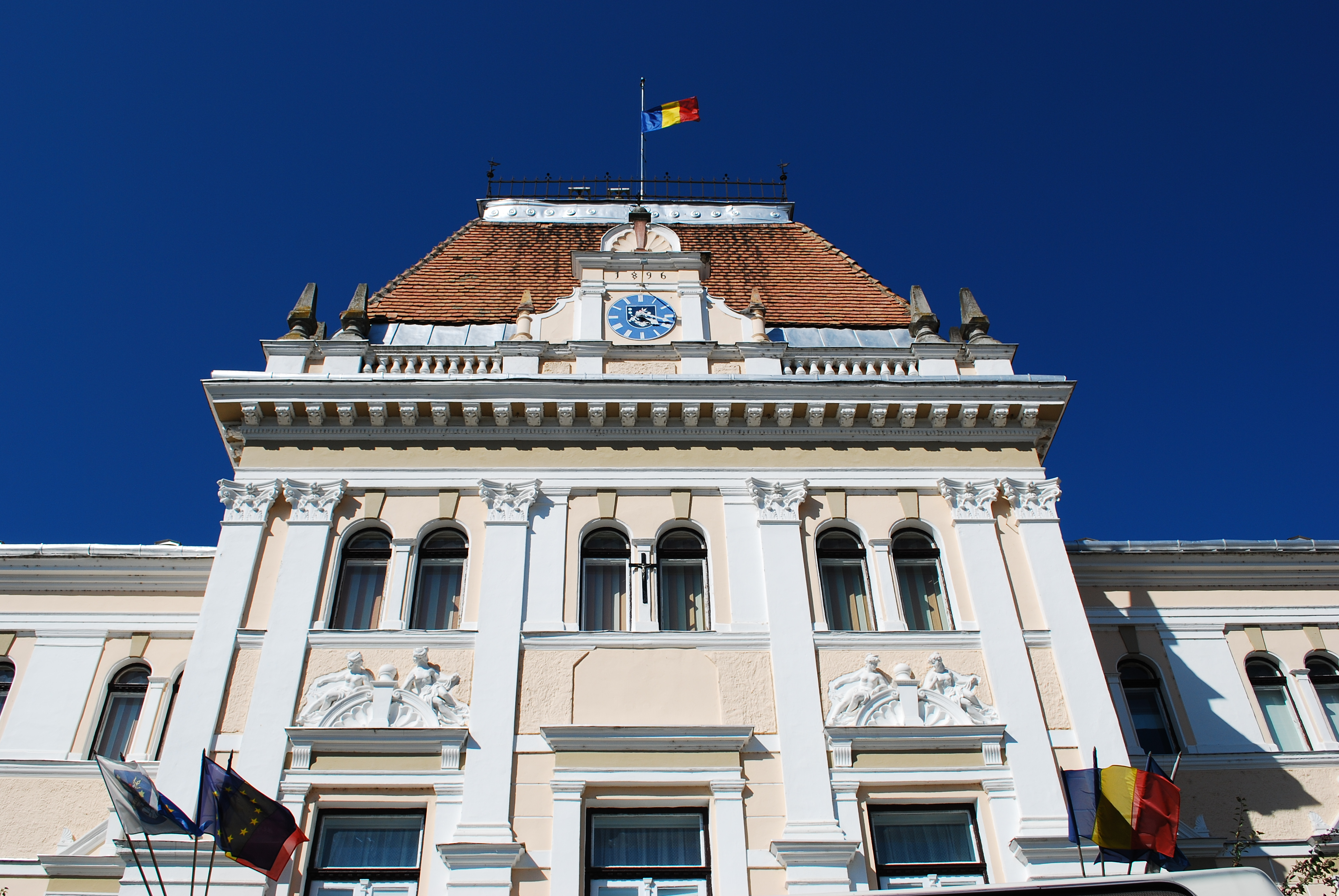
La mairie

### Structure confessionnelle
Les habitants de la ville sont 50 % catholiques romains, 45 % protestants (calvinistes, 30 % ; unitariens 15 %) et 3 % orthodoxes.

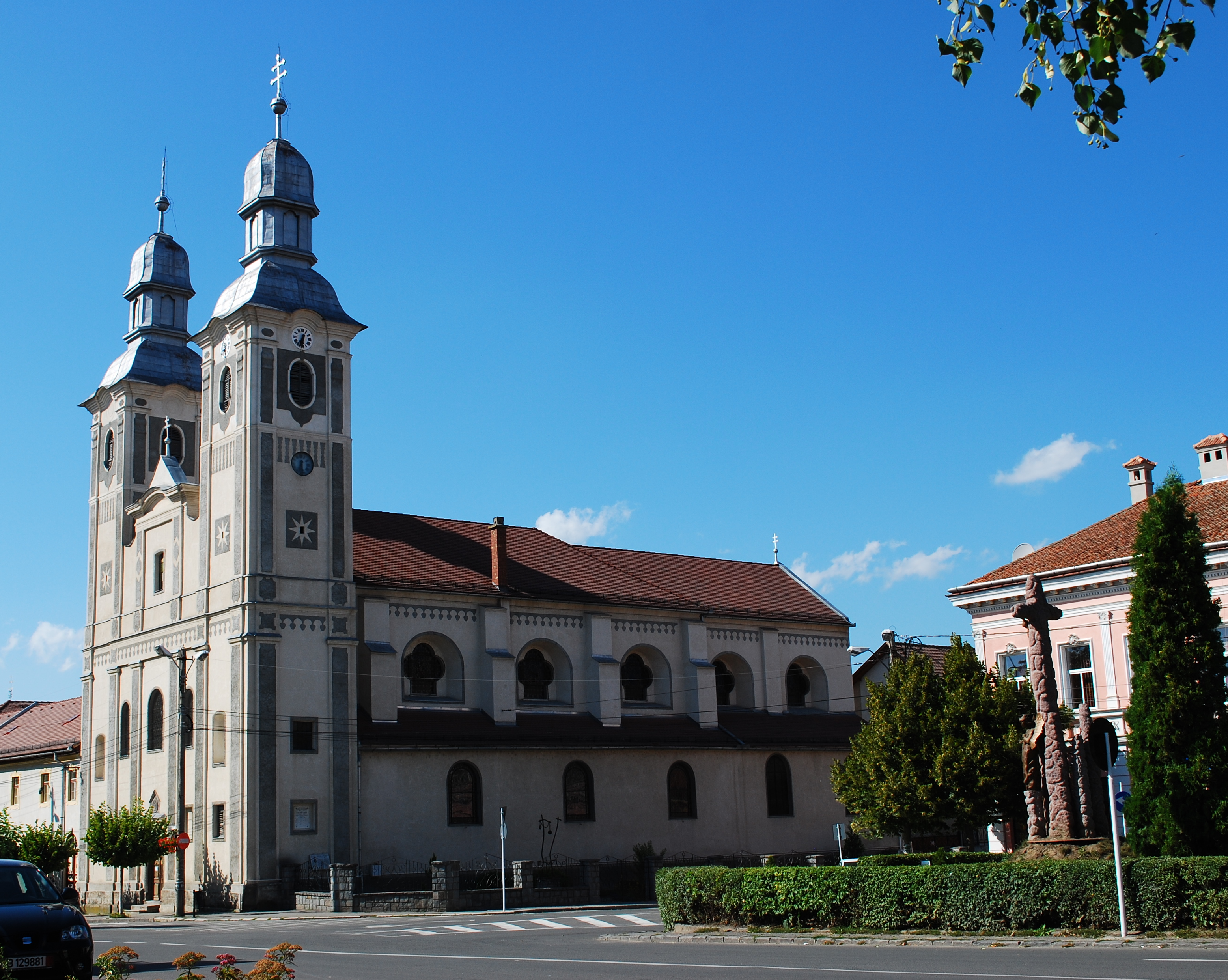
L'église des Franciscains

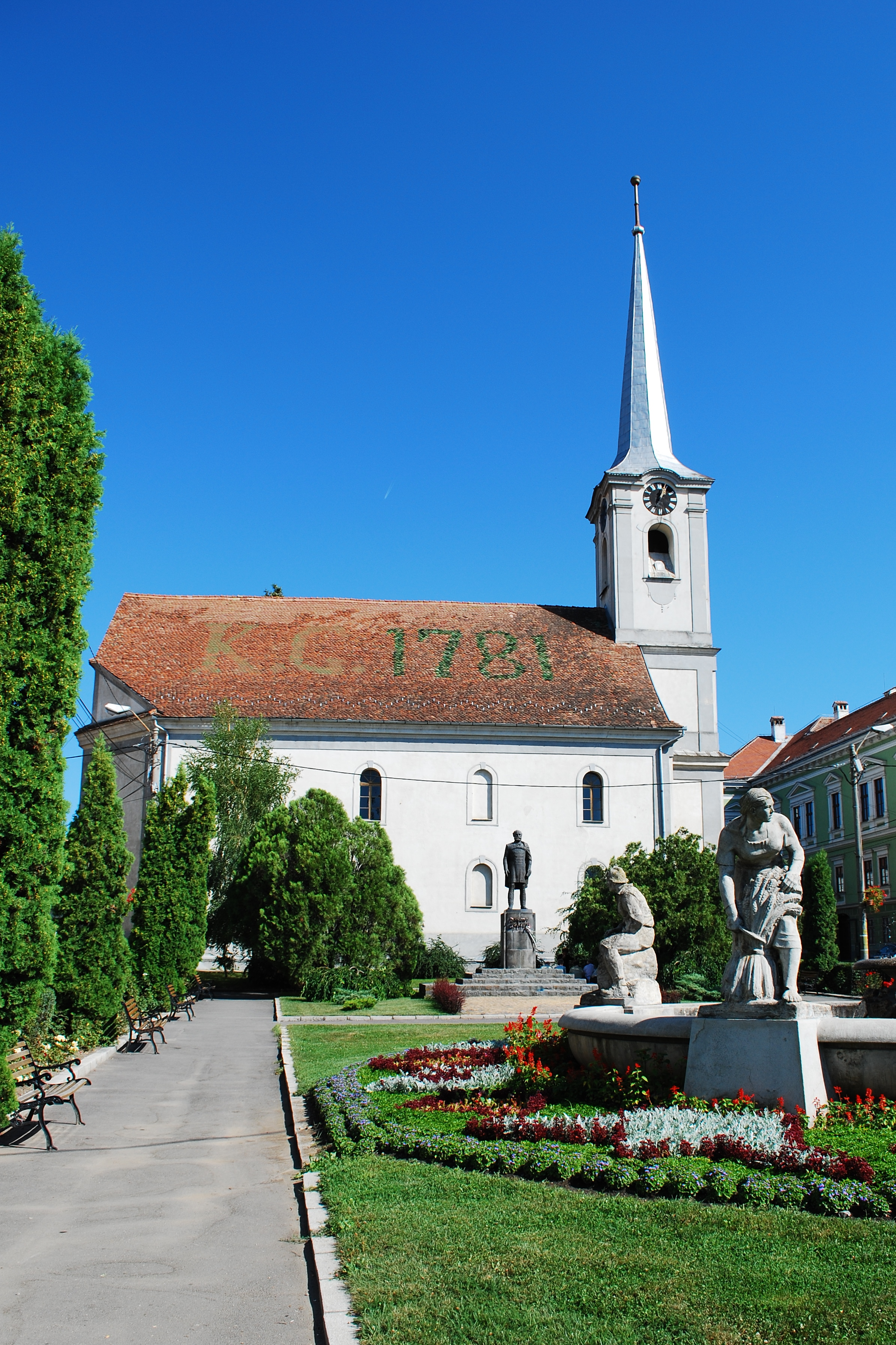
L'église réformée calviniste, construite en 1781.

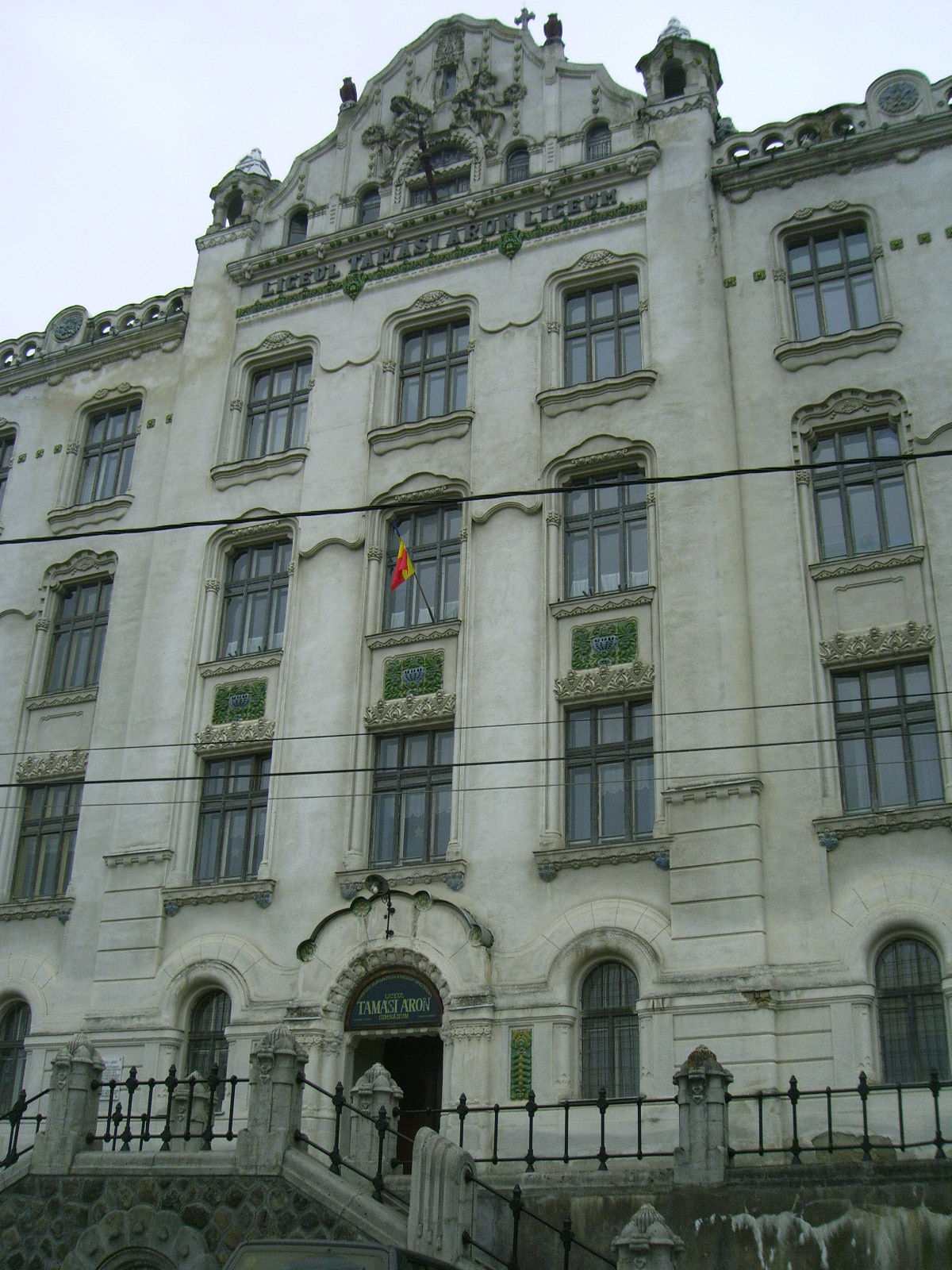
Le lycée Áron Tamási

### Langues
Dans les départements habités par des Sicules (une partie du județ de Mureș, județ de Harghita et judet de Covasna), l'utilisation publique, administrative, juridique et éducationnelle de la langue hongroise, à côté de la langue roumaine, a une validité officielle consignée par l'État. Par conséquent, dans la ville, ainsi que dans l'ensemble du département, toutes les inscriptions publiques sont bilingues, en roumain et en hongrois. Au quotidien, pour se faire comprendre dans la ville, mieux vaut utiliser le hongrois ou l'anglais que le roumain.

## Politique
| Période | Période  | Identité      | Étiquette                              | Qualité |
| ------- | -------- | ------------- | -------------------------------------- | ------- |
| 1996    | 2008     | Jenő Szász    | UDMR (jusqu'en 2004), puis indépendant |         |
| 2008    | 2016     | Bunta Levente | UDMR                                   |         |
| 2016    | En cours | Árpád Gálfi   | PCM                                    |         |

## Écoles et instituts
Ayant des écoles de grande renommée qui subsistent depuis quatre siècles, la ville abrite trois grands lycées et un institut supérieur qui ont une prestigieuse réputation dans le pays et à l'étranger. Le collège catholique de la ville a été fondé en 1593. La fondation du collège réformé date de 1670. Le lycée József Eötvös a été fondé en 1891. L'École normale supérieure, une des meilleures du pays, a été créée en 1913. Toutes ces institutions fonctionnent, sans interruption, depuis leur fondation.

## Institutions culturelles et monuments
Créé après les événements de 1989, le théâtre Sándor Tomcsa présente chaque année un répertoire varié au public. Les bibliothèques et les archives de la ville sont parmi les meilleures du pays. Le panorama urbain de la localité est parsemé par des statues représentant des personnages célèbres de l'histoire des Sicules et des Hongrois. Au centre-ville se trouve le parc de la Mémoire (le parc des Statues) regroupant une dizaine de bustes représentant le roi des Huns, Attila, et son dauphin Csaba.

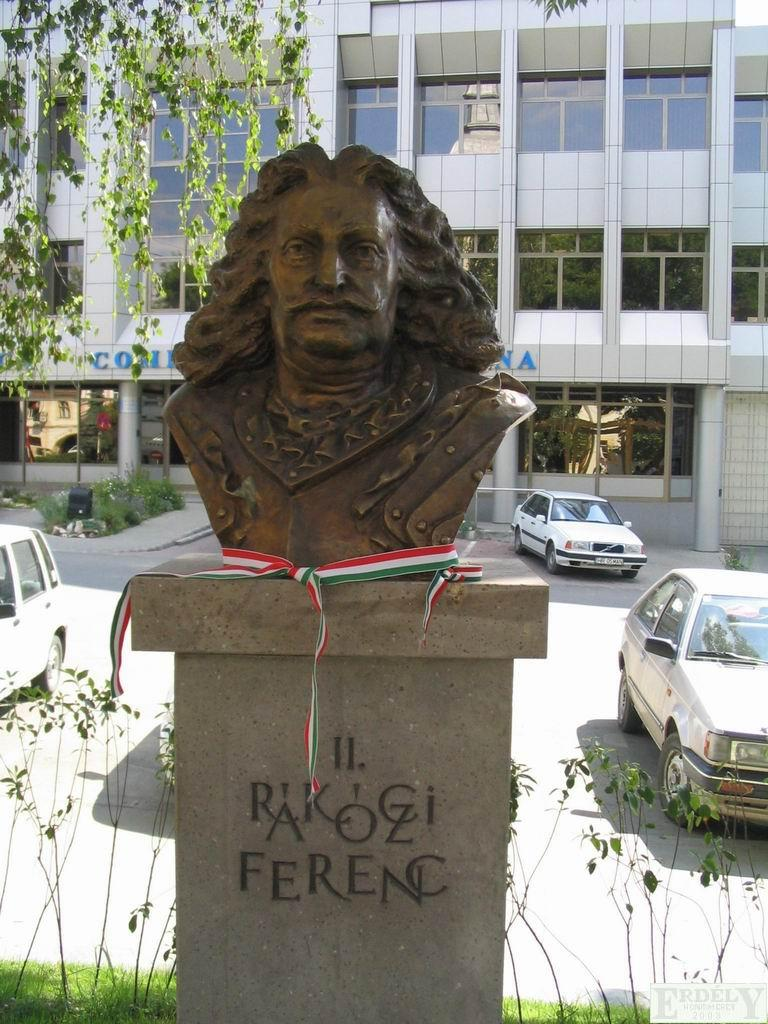
Le buste en bronze de François II Rákóczi (1676-1735), prince de Transylvanie (1704-1711) dans le parc des Statues

## Spécificités et croyances populaires
Vu que les collines, les lieux historiques et géographiques de la ville et de ses environs ont leurs propres légendes de genèse, la région, par ailleurs très riche en valeurs folkloriques où des éléments occidentaux s'alternent avec des motifs d'origine orientale (ballades chantées, mélodies et danses traditionnelles, poterie, sculpture en bois, etc.), présente un grand intérêt pour les ethnographes.
Les runes hongroises sont utilisées, par occasion, lors des événements culturels ou politiques. Les textes en hongrois, écrits en cet alphabet, se lisent généralement de droite à gauche. Les portes sculptées en bois, appelées székelykapuk, ainsi que les stèles funéraires en bois, appelées kopjafák, sont fréquentes dans la contrée. Selon leur propre variante du protochronisme (très répandu en Roumanie et dans les Balkans) certains Sicules se considèrent comme descendants directs des Huns, donc ils vénèrent Attila et son fils Csaba qui est censé être leur « Père fondateur » et leur « Sauveur » sotériologique. Les adeptes de la croyance astrale relevant de la paléo-astronautique affirment que Székelyudvarhely serait la cité-mère des Sicules, nommée dans la région Udvarhely tout court, où aura lieu le « Retour de Csaba » qui, dans un avenir indéfini, mais virtuel à tous les moments, va descendre sur « le sentier des étoiles » pour sauver son peuple afin de l'amener dans le cosmos à la conquête de nouveaux mondes. Ces adeptes promeuvent l'alphabet en runes hongroises.

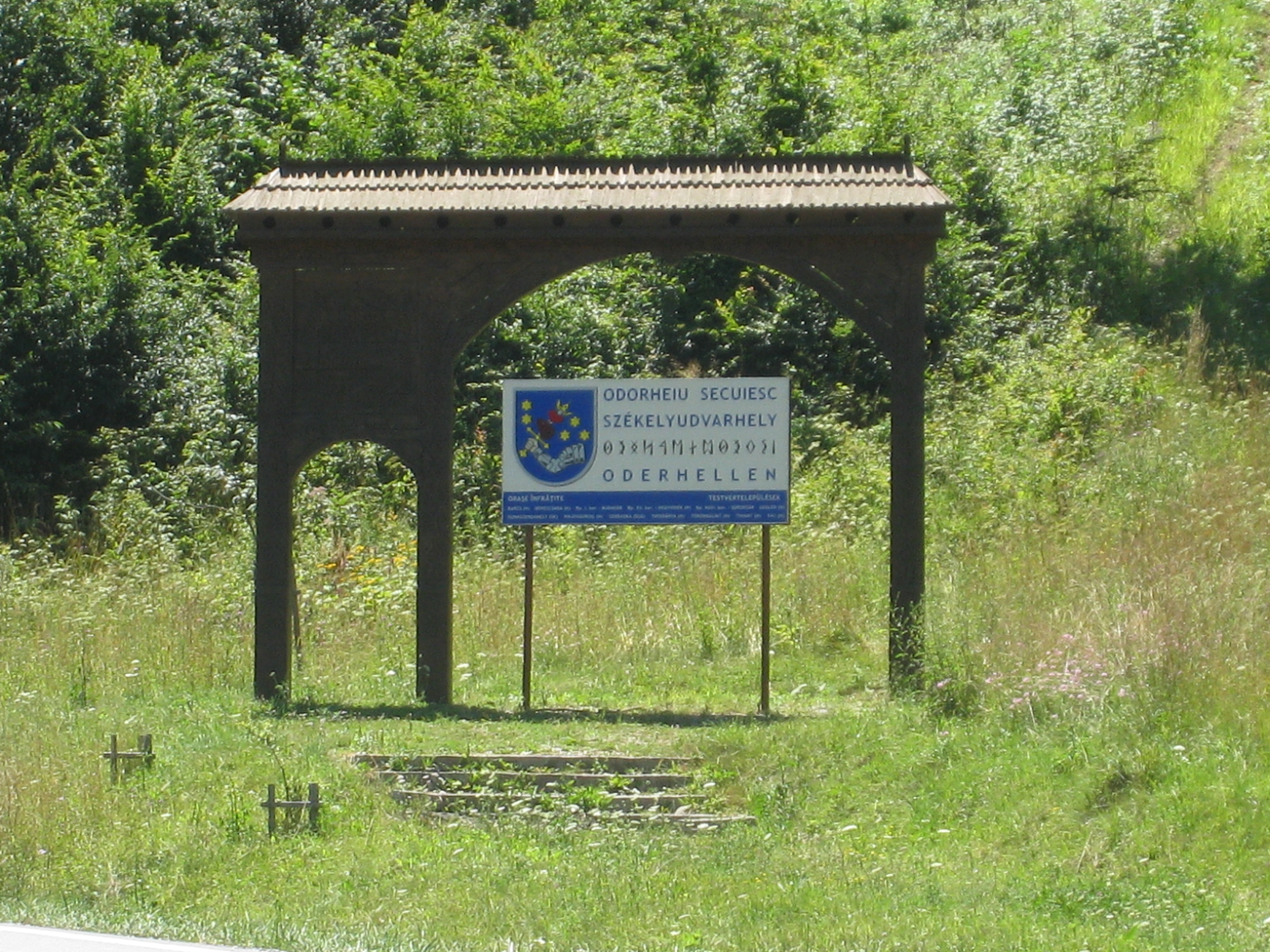
Porte sicule et panneau avec la dénomination de la ville en alphabet latin et en runes hongroises anciennes.

## Importance de la localité
Vu le rôle historique de la ville dans le contexte de l'histoire et du présent des Sicules, les modulations de la vie politique de cette localité ont un certain effet sur les débats parlementaires du pays.

## Des événements touristiques dans la région
- Le festival culturel de la station balnéaire Szejke, renommée pour ses eaux minérales gazeuses, située à 2 km de la ville (en juin)
- Le marché des Artisans dans la Cité de la ville (en juillet)
- Le marché des Potiers dans la localité Árcsó (en août)
- Le pèlerinage de Csíksomlyó (à la Pentecôte)

## Jumelages
- Budapest (Hongrie)
- Barcs (Hongrie)
- Békéscsaba (Hongrie)
- Cegléd (Hongrie)
- Dunajská Streda (Slovaquie)
- Hajdúdorog (Hongrie)
- Subotica (Serbie)
- Tatabánya (Hongrie)
- Tihany (Hongrie)
- Törökbálint (Hongrie)
- Vác (Hongrie)